# Johann Adolf (Schleswig-Holstein-Norburg)
Johann Adolf von Schleswig-Holstein-Sonderburg-Norburg (* 17. September 1576 auf Schloss Sonderburg in Sønderborg; † 21. Februar 1624 auf Schloss Norburg in Nordborg) war Herzog von Schleswig-Holstein-Sonderburg-Norburg auf der Ostseeinsel Alsen.

## Herkunft und Familie
Er war das siebte Kind von Herzog Johann II. von Schleswig-Holstein-Sonderburg und seiner Frau Elisabeth, Tochter des Herzogs Ernst III. von Braunschweig-Grubenhagen.
Johann Adolf hatte sich am 5. März 1604 auf dem Schloss Loitz mit Maria Hedwig, Tochter von Herzog Ernst Ludwig von Pommern-Wolgast, verlobt. Sie starb aber bereits am 16. April 1606 vor der Eheschließung.
Nach seinem Tod erbte sein jüngerer Bruder Friedrich Titel und Land.

## Leben und Wirken
Nach seiner Schulbildung bei privaten Hauslehrern in Sonderburg erhielt er seine weitere Erziehung ab 1593 am Hof seines Onkels Herzog Philipp II. von Braunschweig-Grubenhagen (1533–1596) auf der Katlenburg und dem Schloss Herzberg. Nach dem Tod seines Onkels kehrte er 1596 nach Sonderburg zurück und reiste im selben Jahr mit seinen Eltern zu der Krönung des Königs Christian IV. von Dänemark und Norwegen nach Kopenhagen. Im Jahr 1597 machte er mit dem Hamburger Juristen Bernhard Tegge eine Studienreise durch Deutschland, Italien, Sizilien und Malta. Auf dieser Reise hielt er sich längere Zeit in Verona und Rom auf. Im Jahr 1599 bereiste er außerdem mit dem dänischen Adeligen Heinrich Lange Holland, England und Frankreich.
Im Jahr 1600 schickte ihn sein Vater zu Moritz von Oranien um das Kriegshandwerk zu erlernen. Er nahm hier während des Achtzigjährigen Krieges an der Schlacht von Nieuwpoort und an einem Angriff gegen die Belagerer von Ostende teil. Noch im selben Jahr reiste er über Norwegen und Schweden nach Livland, wo er in schwedischen Diensten an dem Polnisch-Schwedischen Krieg teilnahm. 1601 wurde er zum schwedischen Oberst ernannt und als Statthalter von Livland eingesetzt.
Nachdem Johann Adolf 1602 um seine Entlassung aus schwedischen Diensten gebeten hatte, trat er im Jahr 1603 in kaiserliche Dienste und wurde als General unter den Erzherzögen Maximilian und Matthias während des Langen Türkenkrieges im Königlichen Ungarn eingesetzt.
1604 kehrte er nach Norddeutschland zurück und hielt sich in den folgenden Jahren auf mehreren Höfen auf. Als sein Vater 1622 starb, erbte er das Gebiet um die Norburg auf der Ostseeinsel Alsen und wurde damit der erste Herzog von Norburg. Er starb aber bereits zwei Jahre später am 21. Februar 1624 und wurde am 5. Mai 1624 in der Schlosskirche in Sonderburg beigesetzt.